# أريزونا كاردينالز
أريزونا كاردينالز: فريق في قسم NFC الغربي بالدوري كرة القدم الأمريكية ويمثل الفريق ولاية أريزونا بكاملها. وملعب الفريق الرسمي هو ملعب جامعة فينيكس.
أريزونا كاردنالز فريق ينتمي إلى الدوري الوطني لكرة القدم الأمريكية يتمركز في ولاية أريزونا